# 葉仙鼐
葉仙鼐（13世纪—1306年），元朝畏兀儿人，土坚海牙之子。
葉仙鼐幼事忽必烈于藩府，随从忽必烈征伐吐蕃、大理。1259年，攻南宋，到达鄂州（今湖北省武汉市），夺鄂州外城。中统元年（1260年）从征阿里不哥，中统二年（1261年）讨李璮，以功授西道都元帅、吐蕃宣慰使。他熟悉少数民族民情，采用安抚和镇压两手进行统治，在任二十四年。后转任云南行省平章政事，改江西行省平章政事，镇压钟明亮起义。至元三十一年（1294年）元成宗即位，改任陕西行省平章政事。后来辞官回到陇右，去世。追赠巩国公，谥敏忠。其子完泽官至太子詹事、金紫光禄大夫、中書平章政事。

## 延伸阅读
[在维基数据编辑]
 《元史/卷133》，出自宋濂《元史》
 《新元史/卷154》，出自柯劭忞《新元史》